# Kal'čik
Il fiume Kal'čik o Kalka, in ucraino Кальчик? (Kal'čyk) è un fiume dell'Oblast' di Donec'k. Nel 1223 fu il teatro di uno scontro fra l'esercito mongolo, guidato dai generalie Jebe e Subedei, ed una coalizione di Cumani e principati Rus' (battaglia del fiume Kalka).